# Централія (Пенсільванія)
Централія (англ. Centralia) — місто (англ. borough) в США, в окрузі Колумбія штату Пенсільванія. Населення — 10 осіб (2020). Через підземну пожежу, що розпочалася в 1962 році, чисельність жителів зменшилася з 1000 осіб (1981 рік) до 12 осіб (2005 рік), з 2007 року постійно проживає 10 осіб. Централія — це офіційно найменш населене місто штату Пенсільванія.

## Історія

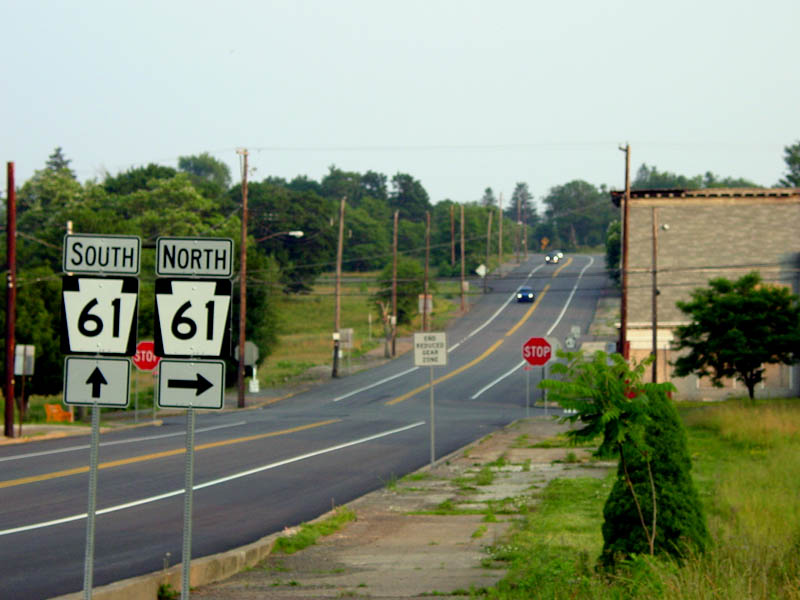
Вид на містечко з траси 61

У 1841 році Джонатан Фауст відкрив таверну «Bull's Head» у місцевості, що тоді називалася Тауншип Гримлячий Струмок (англ. Roaring Creek Township). У 1854 році Олександр В. Ріа, гірський інженер компанії «Locust Mountain Coal and Iron Company», прибув у цю місцевість та почав проєктування вулиць. Це поселення спочатку було відоме як Центрвіль. Проте в окрузі Скулкіл (англ. Schuylkill) вже існувало місто Центрвіль і поштова служба не могла дозволити існування двох населених пунктів з однаковою назвою, тому Ріа перейменував селище в Централію в 1865 році. У 1866 році Централія отримала статус міста.
Протягом 1860-х і 1870-х район міста Централія був місцем діяльності таємного товариства ірландських емігрантів Моллі Магуаєрс. Засновник містечка Олександр Ріа став жертвою замовного вбивства. Він був убитий 17 жовтня 1868 року за межами міста. У цьому злочині звинуватили трьох людей і згодом вони були засуджені до повішення у центрі округу Блумсбург (англ. Bloomsburg), штат Пенсільванія. Вирок був виконаний 25 березня 1878 року. Також протягом цього періоду було здійснено ще кілька вбивств і підпалів.
У місті розташовувалася адміністрація навчальних закладів області, яка керувала кількома початковими і однією середньою загальноосвітньою школою. Також у місті було дві парафіяльних католицьких школи.
Інфраструктура міста була досить розвинена і включала в себе сім церков, п'ять готелів, двадцять сім салонів, два театри, банк, поштове відділення та чотирнадцять промтоварних і продуктових магазинів. Протягом більшої частини історії цього містечка, поки функціонувала вугільна промисловість, населення становило понад 2000 мешканців. Ще близько 500–600 осіб мешкали в передмістях, в безпосередній близькості від Централії.

### Підземна пожежа
У травні 1962 року міська рада Централії найняла п'ятьох пожежників-добровольців для очищення міського сміттєзвалища, розташованого в занедбаному шурфі відкритої шахти недалеко від кладовища «Odd Fellows». Це було зроблено за кілька днів до Дня пам'яті. Пожежники, як вони робили це в минулому, підпалили сміттєві купи, дозволивши їм прогоріти деякий час, а потім їх загасили. Але через не до кінця загашений вогонь почали тліти глибші поклади сміття і пожежа розповсюдилася через отвір в шахті на інші занедбані вугільні шахти під Централією. Спроби погасити вогонь були невдалими. З часом люди почали скаржитися на погіршення здоров'я, спровоковане виділенням чадного газу.
У 1979 році місцеві жителі дізналися про реальний масштаб проблеми, коли власник бензозаправки вставив щуп в один з підземних резервуарів, щоб перевірити рівень палива. Коли він вийняв щуп, він виявився дуже гарячим — температура бензину в резервуарі була близько 77,8 °C.
У масштабі штату увага до пожежі почала зростати і досягла найвищої точки в 1981 році, коли 12-річний Тодд Домбоскі впав у земляний колодязь 1,2 м шириною і 45 м глибиною, який раптово відкрився під його ногами. Хлопчик був врятований завдяки старшому братові, який витягнув його з гирла діри. Інцидент швидко привернув увагу до Централії, оскільки слідча група (що включала представника штату, сенатора і керівника служби шахтової техніки безпеки) стала свідком цього інциденту.
У 1984 році Конгрес виділив понад $42 млн для підготовки і організації переселення городян. Більшість жителів прийняли цю пропозицію і перебралися в сусідні поселення Маунт-Кармел і Ешланд. Кілька сімей вирішили залишитися попри попередження державних діячів.
У 1992 році штат Пенсільванія зажадав дозволу на примусове відчуження всієї приватної власності міста, мотивуючи це непридатністю будівель для використання. Подальша спроба мешканців через суд домогтися будь-якого рішення проблеми зазнала невдачі. У 2002 році Поштова служба США скасувала поштовий індекс містечка — 17927.

### XXI століття

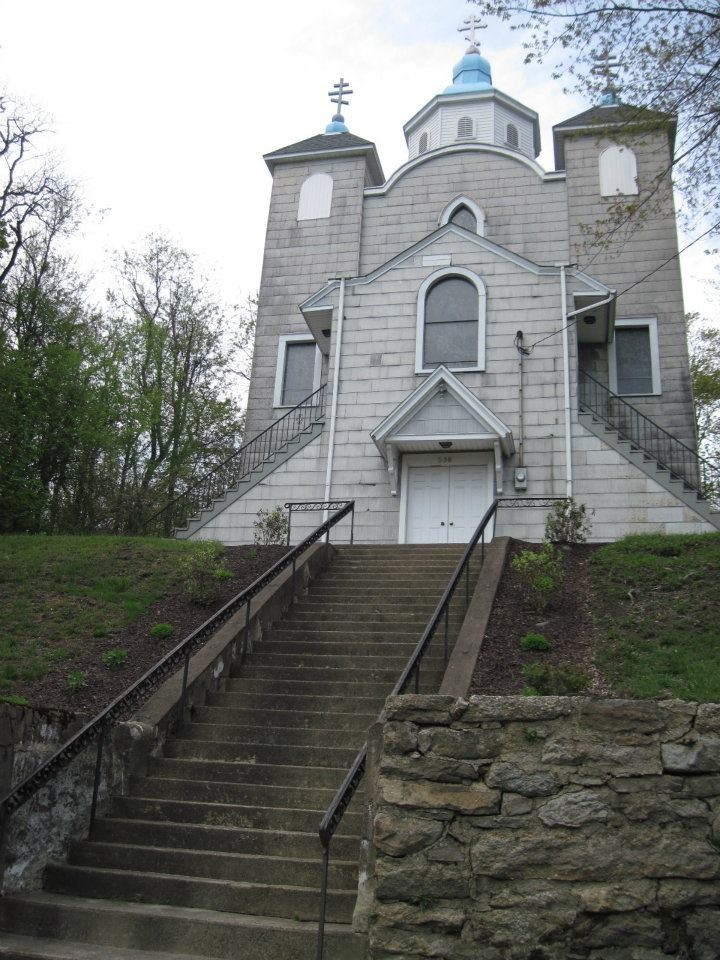
Церква Успіння Святої Діви Марії Української греко-католицької єпархії

У Централії практично не залишилося заселених будинків. Більшість будинків було знесено і ця область тепер виглядає як лука з кількома прокладеними через неї вулицями. Велика частина міста покрита заростями. Єдина церква, що залишилася в місті, — Церква Успіння Святої Діви Марії Української греко-католицької єпархії, де щотижня в суботу вночі відбуваються богослужіння. У місті є чотири кладовища.
Єдиними ознаками пожежі, яка займає площу приблизно 1,6 км² і поширюється по чотирьох фронтах, є низькі округлі металеві парові вентилі на півдні містечка і кілька знаків, що попереджають про підземну пожежу, нестійкий ґрунт і чадний газ. Також можна побачити дим і пару, які виходять із занедбаної частини пенсільванської Траси 61 (вона була закрита у 1990-х після того, як на дорозі з'явилися кілька великих тріщин), у місцях неподалік від цвинтаря, розташованого на пагорбі, і з інших тріщин у ґрунті, розташованих по всій території міста. Маршрут Траси 61 був змінений і була побудована об'їзна дорога, яка йде в стороні від покинутого міста. Однак, підземний вогонь все ще горить, але ніяких спроб загасити його вжито не було. Вугілля там достатньо, щоб ця пожежа тривала ще протягом 250 років.

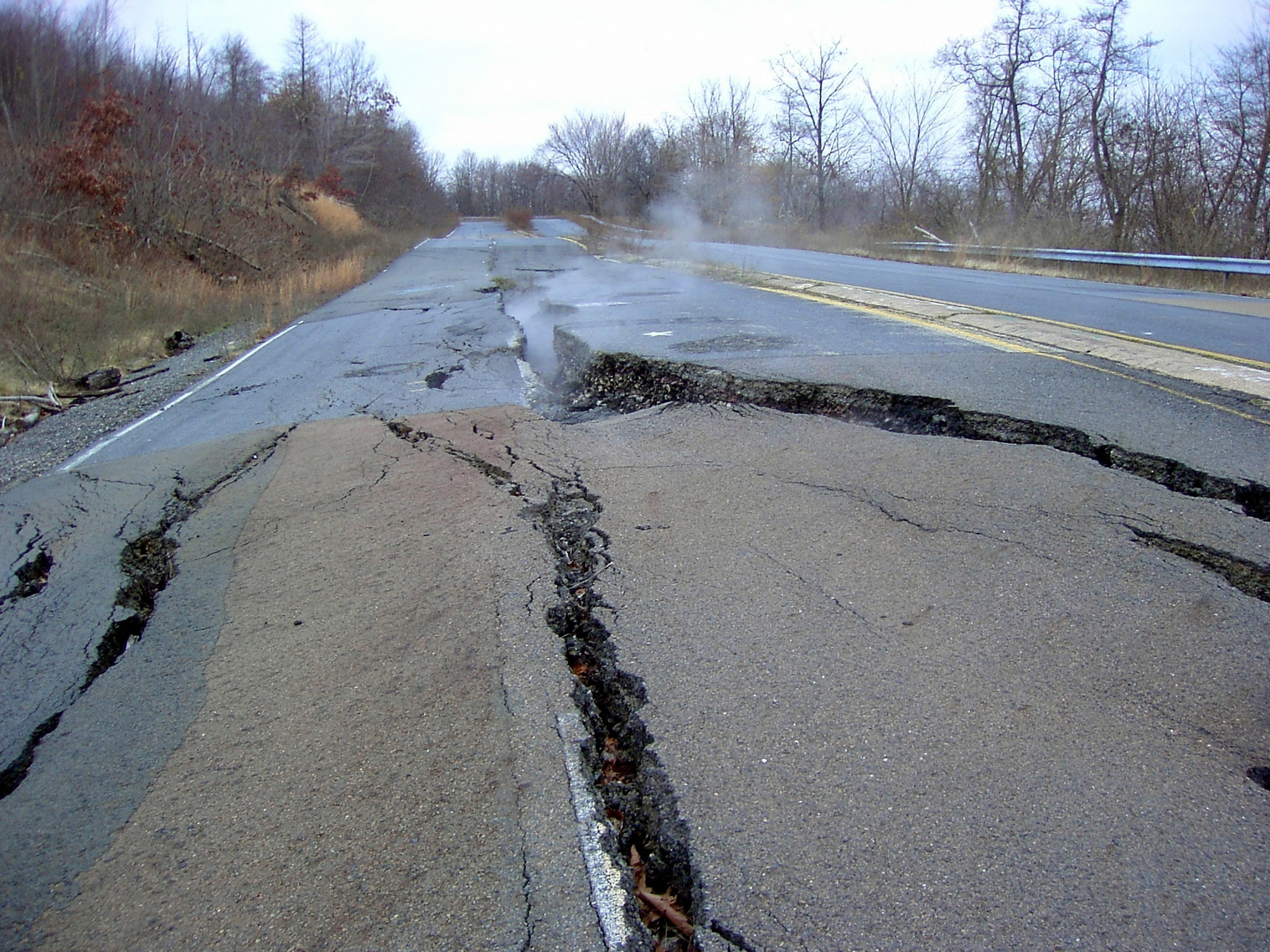
Траса 61

На кінець 2005 року Співдружність штату Пенсільванія так і не відновила контракт переселення городян, тому доля жителів, що лишилися там, залишається невизначеною.

### Часова капсула
Мешканці та колишні жителі міста вирішили відкрити часову капсулу, закопану в 1966 році, на кілька років раніше, ніж планувалося, після того, як хтось намагався розкопати та вкрасти капсулу в травні 2014 року. Капсулу не планували відкрити до 2016 року (50 років після того, як її запечатали). Предмети, знайдені в капсулі розміром із шафку, яка була затоплена приблизно 12 дюймами (30 см) води, включали шахтарську каску, шахтарську лампу, трохи вугілля, Біблію, місцеві сувеніри та пару панталонів із підписом чоловіків Централії в 1966 році.

## Географія
Централія розташована за координатами 40°48′16″ пн. ш. 76°20′38″ зх. д. / 40.80444° пн. ш. 76.34389° зх. д. (40.804486, -76.344007). За даними Бюро перепису населення США, в 2010 році місто мало площу 0,62 км², з яких 0,62 км² — суходіл та 0,00 км² — водойми.

## Демографія
Згідно з переписом 2010 року, у селищі мешкало 10 осіб у 5 домогосподарствах у складі 3 родин. Густота населення становила 16 осіб/км². Було 6 помешкань (10 км²).
Расовий склад населення:
| - 100,0 % — білих |

До двох чи більше рас належало 0,0 %. Частка іспаномовних становила 0,0 % від усіх мешканців.
За віковим діапазоном населення розподілялося таким чином: 0,0 % — особи, молодші 18 років, 70,0 % — особи у віці 18–64 років, 30,0 % — особи у віці 65 років та старші. Медіана віку мешканця становила 62,5 року. На 100 осіб жіночої статі у селищі припадало 100,0 чоловіків; на 100 жінок у віці від 18 років та старших — 100,0 чоловіків також старших 18 років.
Цивільне працевлаштоване населення становило 4 особи. Основні галузі зайнятості: транспорт — 50,0 %, виробництво — 50,0 %.

## Економіка

### Промисловість
Вугільно-антрацитна промисловість була основним виробництвом. Вона продовжувала функціонувати в Централії до 1960-х, поки більшість компаній не вийшло з бізнесу. Гірська промисловість, заснована на шпурових шахтах, продовжувала функціонувати до 1982 року. Відкрита розробка в цій області все ще триває, а на шахті, що в п'яти кілометрах на захід від міста, працює близько 40 осіб.
Через місто проходили дві залізниці — «Philadelphia and Reading» і «The Lehigh Valley», причому друга була головним залізничним перевізником. Залізничне сполучення припинилося в 1966 році.

### Право на розробку надр
Деякі жителі, які проживали у Централії, вважають, що право штату на примусове відчуження їхньої власності було інсценовано, щоб отримати права на видобуток у нижній частині міста антрациту.
Мешканці припускають, що його ціна становить понад $1 млрд, хоча точна кількість вугілля невідома. Чиновники Співдружності заявляли, що штат Пенсільванія не має прав на видобуток антрациту і не має сенсу в придбанні, і ніяка гірська промисловість не була організована в цій області.

## Централія в культурі і мистецтві
- Місто Централія послужило прототипом для створення міста у фільмі «Сайлент Хілл».
- У книзі Джоан Квіглі, опублікованій в 2007 році, описується, що пожежа сталася 27 травня. Причиною пожежі послужив недопалок сигарети, викинутий одним водієм тягача. Як свою версію, Квіглі цитує інтерв'ю з пожежними-добровольцями, колишнім начальником пожежної охорони, чиновниками міста та з кількома свідками тієї події.
- Події оповідання «Strange Highways» (укр. Дивні дороги) американського письменника-фантаста Діна Кунца відбуваються в місті, яке дуже схоже на Централію.
- У журналі «Time» від 22 червня 1981 року було опубліковано статтю «Найгарячіше місце в Америці».
- Централія стала місцем фінальної сцени роману «Вампір нуль» письменника Девіда Велінгтона.